# Fist of the North Star: Ken's Rage 2
Fist of the North Star: Ken's Rage 2, in Giappone Shin: Hokuto musō (真・北斗無双? lett. "Vero: Hokuto senza rivali"), è un videogioco sviluppato da Koei Tecmo Games per Xbox 360 e PlayStation 3, della serie Warriors. È uscito il 20 dicembre 2012 in Giappone e nel febbraio 2013 in America ed Europa.

## Modalità di gioco
Il gioco non è un semplice sequel del suo predecessore, che si limita a narrare gli eventi successivi al termine del primo episodio, ma piuttosto ripropone l'intera saga di Ken il guerriero dall'inizio alla fine, comprendendo quindi la parte già narrata nel primo episodio e proseguendo con la parte della storia ancora inedita.
Esattamente come il primo capitolo il gameplay della serie è basato sulla serie di Warriors, di cui riprende le meccaniche e l'aspetto grafico.